# Kanonie der Kreuzbrüder zu Glindfeld
Die Kanonie der Kreuzbrüder in Glindfeld (bei Medebach) entstand 1499 durch die Umwandlung eines verarmten Augustinerinnenklosters. Die Niederlassung in Glindfeld bestand bis zur Säkularisation im Jahr 1804.

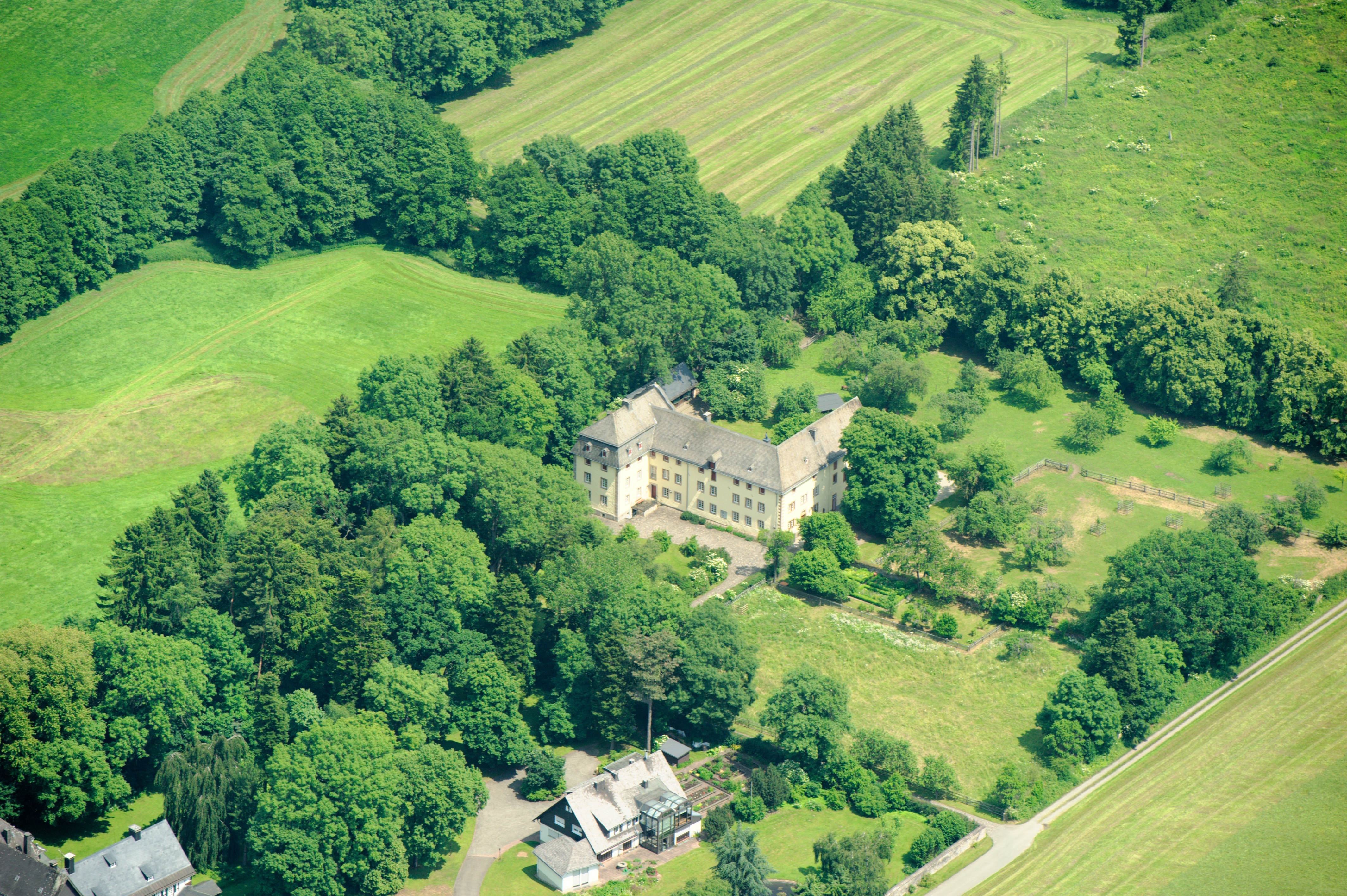
Luftaufnahme des Hauptgebäudes des Klosters Glindfeld

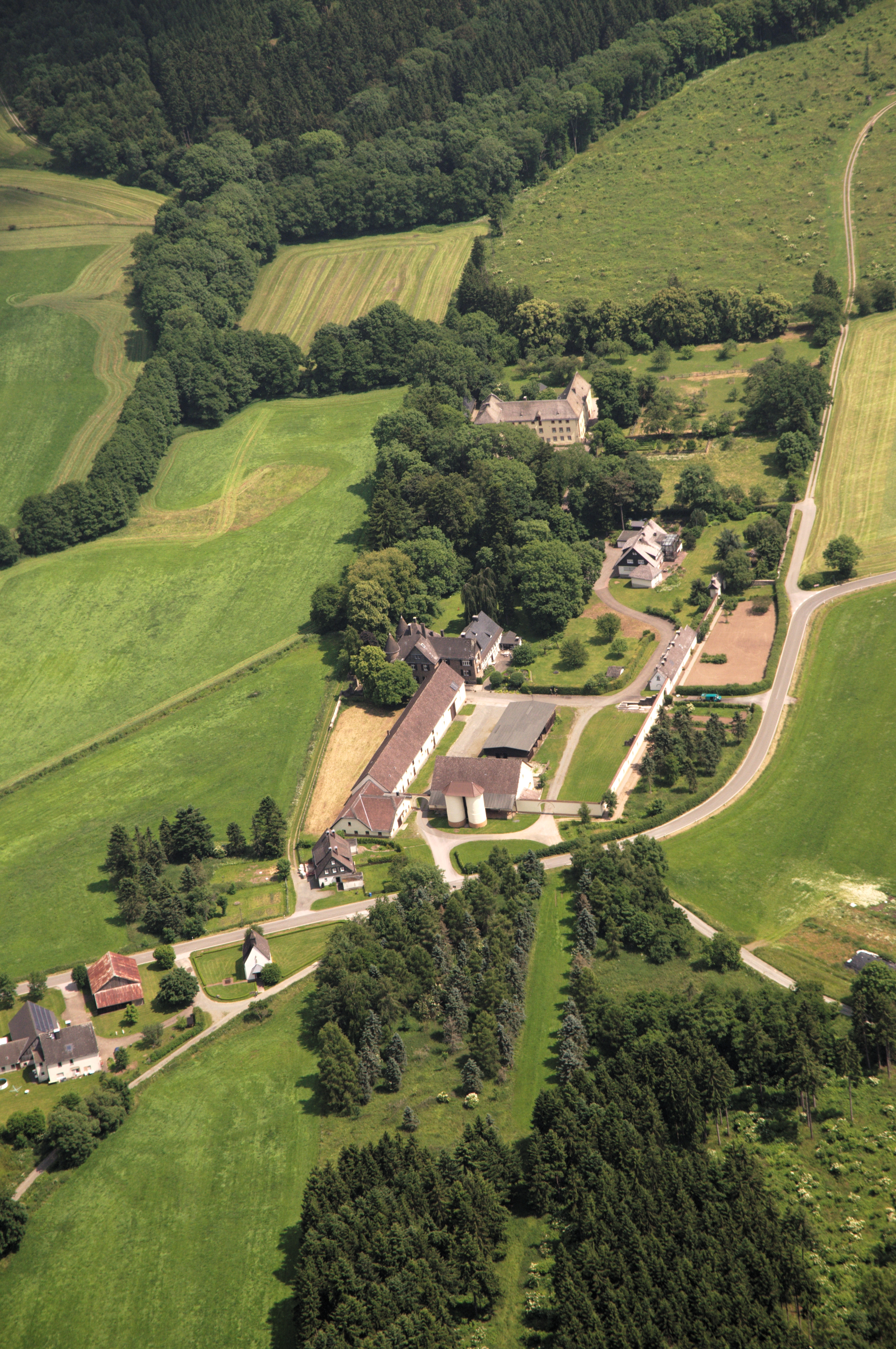
Luftaufnahme des Klostergeländes Glindfeld mit Bauernhof (links unten)

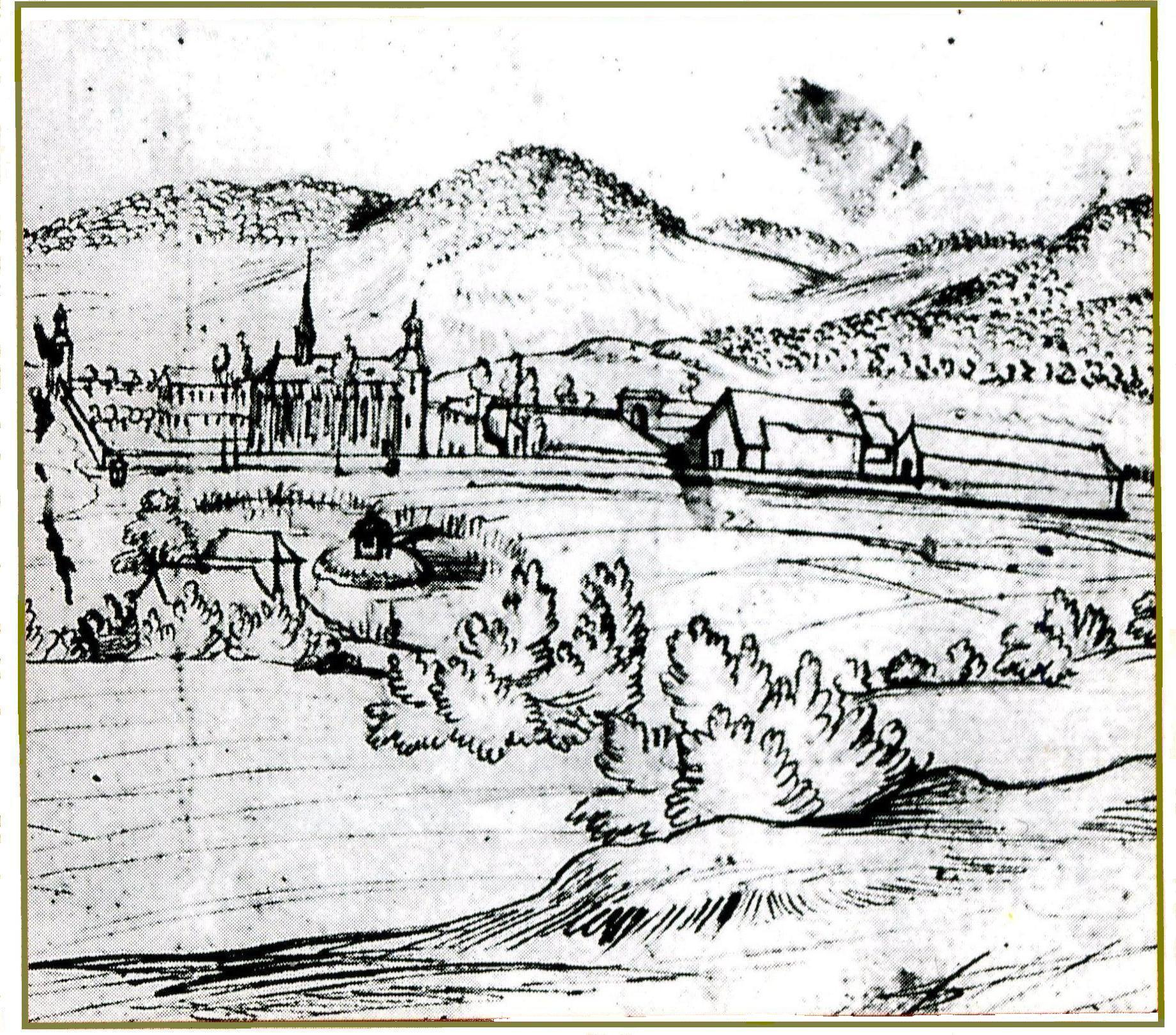
Kloster Glindfeld um 1720

## Geschichte und Entwicklung
Am 29. September 1499 übertrug der Kölner Erzbischof Hermann IV. von Hessen das verarmte Augustinerinnenkloster Glindfeld dem Kreuzherrenorden. Die ersten vier Brüder kamen aus dem Kreuzherrenkloster Falkenhagen. 
Rechte und Pflichten gingen auf die neuen Herren über. Das waren vor allem das Patronatsrecht über die Pfarrei in Medebach und das Präsentationsrecht in der Pfarrkirche zu Winterberg. Häufig war der Prior von Glindfeld gleichzeitig Pastor von Medebach, während sein Nachfolger oft vorher Pastor in Winterberg gewesen war. Das Kloster Grafschaft verzichtete auf die Stellung des Propstes. Noch im Dezember errichtete das Ordenshaus Falkenhagen in Glindfeld einen Konvent, der 1501 offiziell vom Orden angenommen wurde.
In den Quellen wurde das Kloster „Conventus monasterii Cruciferorum“ (1499), „monasterium vallis Beatae Mariae Virginis in Glindfelde“ (1507), Kloster Marienthal anders genannt Glintfeld (1509) und im 19. Jahrhundert „Canonie Glindfeld“ genannt.
Schon dem ersten Prior Arnold von Bocholt aus Falkenhagen gelang es, verpfändeten Grundbesitz zurückzugewinnen und die Klosterwirtschaft zu vergrößern. Nach einem Güterverzeichnis von 1684 und einer weiteren vom preußischen Staat 1821 erarbeiteten Übersicht war der Grundbesitz in der Gegend von Medebach beträchtlich. Außerdem gab es verstreuten Besitz in den näheren und weiteren Umgebung. 1694 erbaute der Prior Cramer ein neues Konventsgebäude und vermehrte den zu dieser Zeit schon umfangreichen Grundbesitz. 1731 scheinen gesonderte Wirtschaftsgebäude errichtet worden zu sein. Nördlich der Klostermauern lag eine Mühle mit Teich, die aber vor 1651 abbrannte. 
Lange Zeit vor der Aufklärung wirkten die Konventualen als Lehrmeister ihrer Pächter für Waldwirtschaft, Acker- und Gartenbau sowie für die Viehzucht. Üblich wurden regelmäßige Armenspeisungen und Aufnahme und Beköstigung von Landfremden und fahrenden Handwerkern.
Im Zeitalter der Reformation behauptete der Konvent als Außenposten Kurkölns in seinem Wirkungsbereich mit Entschiedenheit den katholischen Glauben und seine geistlichen Privilegien und konnte sie sogar noch ausdehnen. Dabei war die Ausgangssituation hierfür nicht unbedingt günstig; denn im Amt Medebach, in dem das Kloster lag, versuchten zeitweise Städte und Adlige in ihrem Einflussbereich die Reformation einzuführen. 1585 wurde die Kanonie vom Abt von Deutz gebeten, den Gottesdienst vorübergehend in Hallenberg sicherzustellen, nachdem Pastor und Frühmessner nicht vom evangelischen Bekenntnis abschwören wollten und daraufhin abgesetzt worden waren. Als der Graf von Waldeck 1613 in der Freigrafschaft Düdinghausen lutherische Prediger einsetzte, dehnten die Kreuzherren die Seelsorge auch auf dieses Gebiet aus. 
Um 1630 übertrug der Kölner Erzbischof Ferdinand von Bayern dem Konvent vorläufig das ganze Dekanat Medebach mit zehn Pfarreien zur Seelsorge. 1645 hatte das Kloster davon sieben (Hallenberg, Winterberg, Medebach, Züschen, Eppe, Grönebach, Düdinghausen) mit eigenen Konventualen als Pfarrern besetzt. Die übrigen drei Pfarreien waren Deifeld, Hesborn und Silbach. 1785 kam Altastenberg nach der Abpfarrung von Winterberg hinzu. In Anerkennung der Verdienste gegenüber den Anfechtungen der Waldecker und der Hessen im Dreißigjährigen Krieg vereinigte der Kölner Erzbischof Maximilian Heinrich von Bayern 1682 endgültig das Dekanat Medebach mit dem Priorat.
Mit der Stadt Winterberg lag das Kloster bald ohne Unterbrechung im Streit. So versuchte die Stadt Winterberg schon um die Mitte des 16. Jahrhunderts das Präsentationsrecht der Kreuzherren zu umgehen. Ab der zweiten Hälfte des 17. Jahrhunderts kam es bis zum Ende des 18. Jahrhunderts immer wieder zu Streitigkeiten um die Besetzung der Pfarrstelle. 
Im Siebenjährigen Krieg hatte das Kloster Glindfeld wie das gesamte Amt Medebach sehr unter den Kontributionen der Franzosen und Hannoveraner zu leiden. Gegen Ende des 18. Jahrhunderts scheint es zu einem Rückgang der klösterlichen Disziplin gekommen zu sein, wie Visitationen des Kölner Erzbischofs 1796 und 1802 feststellten. Im Zuge der Säkularisation wurde das Kloster von den Hessen 1804 aufgehoben und daraufhin von den Kreuzherren verlassen.

## Zusammensetzung des Konvents
Die Konventualen waren in der Regel bürgerlicher oder bäuerlicher Herkunft und stammten vor allem aus dem kölnischen Sauerland und dem Paderborner Raum. Als Ämter begegnen uns Prior, Subprior, Prokurator und Senioren, außerdem Custos, Sakristan, Cammerarius und Cellerarius. Im Jahr 1499 lebten im Kloster vier, um 1600 sieben, um 1645 ebenfalls sieben, 1787 elf Geistliche und ein Laienbruder. 1804 waren es nur noch sechs Konventualen.

## Bibliothek, Bauten und Ausstattung
Die Kreuzherren übernahmen 1499 die Archivalien des aufgehobenen Augustinerinnenklosters. Teile der Bibliothek (1152 Bände) gelangten 1804 in die Bibliothek nach Darmstadt, nach 1815 in die Arnsberger Regierungsbibliothek, 1874 zur Bibliotheca Paulina in Münster. Viele Bücher wurden bei der Aufhebung an benachbarte Pfarreien verschenkt. Das Archiv liegt im Staatsarchiv Münster. Weitere Quellen gibt es im Erzbistumsarchiv Paderborn sowie im Staatsarchiv Marburg.
Die gotische Hallenkirche aus der ersten Hälfte des 14. Jahrhunderts wurde nach 1804 gesprengt. Der Hochaltar, beide Seitenaltäre und eine Kanzel befinden sich heute (1991) in der Kirche in Hesborn. Ein Reliquiar der Heiligen Blasius und Agatha sind in der Pfarrkirche in Medebach. Apostelfiguren findet man in der Kirche zu Berge.

## Liste der Prioren
- 1501–1534	Arnoldus Bucholdiae
- 1534–1545	Johann Walt, von Attendorn
- 1545–1551	Johann Müller, von Attendorn
- 1551–1562	Kilian Ecbert, von Höxter
- 1562–1574	Johann Pasel, von Attendorn
- 1575–1576	Georg Lindemann, von Hamm
- 1576–1583	Johann Planke, von Attendorn
- 1595–1596	Johann Calmetius
- 1609–1609	Johann Limburg
- 1612–1612	Johann Angilori, von Dorlar
- 1612–1621	Abraham Frisenius/Frese, von Hildfeld
- 1621–1621	Bernhard Limpius
- 1621–1629	Aegidius Morus
- 1629–1653	Everhard Brunhardt, von Wormbach
- 1653–1667	Petrus Henning, von Grafschaft
- 1667–1668	Johann Bonaventura Volmershausen, von Brilon
- 1668–1676	Johann Conradi, von Buerke
- 1677–1682	Petrus Henning, von Grafschaft
- 1682–1689	Winandus Vest
- 1689–1710	Petrus Cramer, von Oberschledorn
- 1710–1719	Johann Leifert, von Westernkotten
- 1719–1762	Heinrich Kohle, von Fleckenberg
- 1762–1796	Rudolf Lefarth, von Medelon
- 1796–1804	Heinrich Gerwin, von Höingen